# Alexis Gloaguen
Pour les articles homonymes, voir Gloaguen.
Alexis Gloaguen, né le 19 avril 1950 à Plovan (Finistère), est un écrivain et professeur de philosophie français.

## Biographie
Il passe une grande partie de son enfance en Nouvelle-Calédonie dans les îles Loyauté. Rentré à Brest, il y mène ses études secondaires et entame en 1970 des études de philosophie à l'université de Bretagne-Occidentale, qu'il terminera à Clermont-Ferrand.
Il enseigne cette discipline à Quimper, à Lannion, puis à Vannes de 1978 à 1992.
En 1992, il part avec sa famille à Saint-Pierre-et-Miquelon pour lancer le Francoforum, nouvel institut de langue française tourné vers le Canada et les États-Unis. Il en est, pendant huit ans, le premier directeur et, par une action diversifiée en faveur de la francophonie, participe à la diversification économique de Saint-Pierre et Miquelon, après le moratoire sur la pêche à la morue de 1993 (qui muera en 1997 sous la forme d'une politique de quotas).
Il enseigne la philosophie et l’histoire-géographie au lycée Émile-Letournel à Saint-Pierre, puis rentre en 2010 et s'installe en Centre-Bretagne.
À son retour en France, il devient une personnalité plus médiatique que par le passé, bénéficiant d'une notoriété conférée par son expérience saint-pierraise et par son nouvel et illustre éditeur Maurice Nadeau ; invité régulièrement sur des chaînes de radio ou de télévision importantes ou intervenant dans des revues, des festivals culturels, des documentaires ou des reportages. Ainsi, ses œuvres Les Veuves de verre (2010), consacrée aux grandes villes d'Amérique du Nord, qui le fascinent et qu'il a longtemps côtoyées, et La Chambre de Veille (2012), composée dans le sémaphore de l'île d'Ouessant, où il réside durant quatre mois et participe au Salon du livre insulaire (en guise de "sas", dit-il lui-même, après ses dix-huit années d'isolement et de recul à Saint-Pierre-et-Miquelon), font l'objet d'une notable promotion médiatique. En 2012, il obtient le prix Xavier-Grall remis à  l'occasion du 2eme Festival  de la Parole  Poétique  à  Moëlan-sur-mer pour son livre Les Veuves de verre, aux éditions Maurice Nadeau.
Le 28 mars 2013, Alexis Gloaguen, lors d'une journée professionnelle "Archives et Écriture", organisée à Rennes par Livre et Lecture en Bretagne, rencontre l'archiviste Jérôme Allain. De leur conversation naîtra le projet, mis en œuvre dès l'automne suivant, de traiter et de classer ses brouillons et ses archives. Ce travail, mené avec Jérôme et Fanny Allain, consistera avec des approches entièrement nouvelles, à jeter un autre regard sur le processus d'écriture. Au-delà des différents états d'un texte, il s'agit de retrouver sur les pages les traces matérielles des circonstances qui les ont vus naître.
En septembre 2014 est publiée Digues du ciel, qui se veut être la continuité de Les veuves de verre, dans l'élan de la composition d'une suite cohérente" et spécifique.

## Pour approfondir

#### Poésie
- Le Versant noir, éditions Mona Kerloff, 2006
- Oiseaux de cendre, Le Signor, 1979
- L'Espadon, Publideb, 1974.

Récits de voyage et écrits de nature
- Cœur de cobalt, Diabase, 2024
- Surgies, Diabase, 2022,
- Écrits de nature tome 3, Maurice Nadeau, 2020
- Rue de Mercure, Diabase, 2020
- La Vallée des Iris, Dialogues, 2018
- Écrits de nature tome 2, Maurice Nadeau, 2018
- Écrits de nature tome 1, Maurice Nadeau, 2017
- Locuon (livre d'artiste avec Sylvain Girard), Editions de la Loutte, 2016
- Digues de ciel, Maurice Nadeau, 2014
- La Chambre de Veille (édition revue et augmentée d'une postface de Marc Le Gros), Maurice Nadeau, 2014
- Jardins du premier jour (livre d'artiste avec Pierre Pitrou), Les Moyens du Bord, 2013
- La Chambre de Veille, Maurice Nadeau, 2012
- Les Veuves de verre, Maurice Nadeau, 2010
- Les Plumes de la terre, Éditions Mona Kerloff, 2006
- Petit Nord, Citadel Road Éditions, 2006
- L’Heure bleue, Blanc Silex, 2004
- Le Roc et la Faille, Blanc Silex, 2001
- Envol de l'ours, Dana, 1998
- La Folie des saules, Calligrammes, 1992
- Le Pays voilé, Calligrammes, 1990
- Une Passerelle de sable, La Rivière Echappée, 1990
- Traques passagères, Calligrammes, 1989
- Dérive en phares, Le Signor, 1979

#### Essais sur l'art
- Visages antérieurs, avec Boris Lejeune, La Différence, 2001
- Soleil du Nord, sur le peintre Jean-Claude Roy, Somogy, éditions d’art, 1999
- Terre, Ciel, Visages, sur le sculpteur Boris Lejeune, La Différence, 1995
- Eugène De Bie : biographie d'un peintre belge, Éditeurs d'Art Associés, 1987

#### Livre participatif
- Le Mouchard sur le Toit, Palémon, 2020